# Aleksandr Motyljov

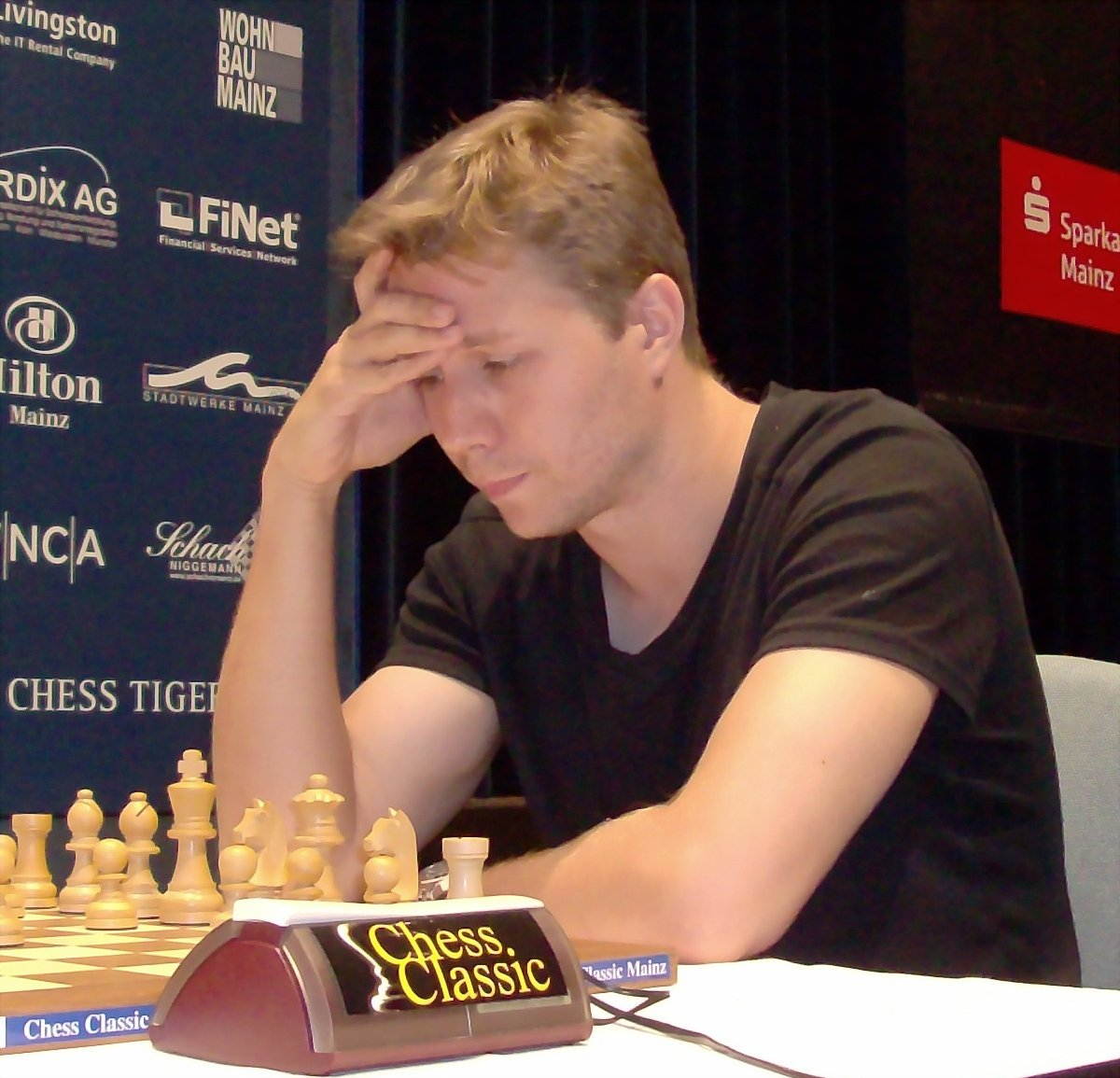
Aleksandr Motyljov

Aleksandr Anatoljevitsj Motyljov (Russisch: Александр Анатольевич Мотылёв) (Sverdlovsk, 17 juni 1979) is een Russische schaker. Hij is sinds 2000 een grootmeester (GM). Hij was kampioen van Rusland in 2001 en Europees kampioen in 2014. 
Ook is hij trainer van Sergey Karjakin en een van de coaches van het Russische nationale team.

## Carrière
Op vierjarige leeftijd leerde hij van zijn vader schaken en op zesjarige leeftijd nam hij deel aan groepslessen. Zijn grootvader ging met hem naar schaaktoernooien. Zijn eerste trainer was Anatoly Ivanovich Litovsky. Toen hij elf was werd hij Kandidaat Meester. Hij was toen ook een getalenteerd voetballer. Hij kreeg van zijn trainer Litovsky het advies de voorrang te geven aan het schaken. Vervolgens werd Motyljov nationaal jeugdkampioen in de categorieën tot 16 en tot 18 jaar. Zijn tweede tweede trainer was Anatoly Timofeyevich Terentjev.
- In 1998 werd het Europees schaakkampioenschap voor junioren gewonnen door Levon Aronian. Motyljov eindigde als tweede.[3]
- In 2001 won hij in Elista (Kalmukkië) het schaakkampioenschap van Rusland.
- In 2001 speelde hij met het nationale team in het Wereldkampioenschap schaken voor landenteams; het team behaalde de zilveren medaille en Motyljov scoorde 2 pt. uit 3.[4]
- In 2002 ontving hij een invitatie om deel te nemen aan de prestigieuze match "Rusland versus Rest van de Wereld" in Moskou. Hij behaalde 1 punt uit 6 partijen.
- In november 2003 won hij het snelschaak-toernooi Corsica Masters in Bastia, voor onder andere Loek van Wely, Krishnan Sasikiran en Sergei Tiviakov.
- In 2004 speelde hij mee in het 20e Bermuda International Chess Festival en eindigde daar met 6 uit 11 op de vierde plaats. Vescovi Giovanni werd eerste.
- In 2004 won Motyljov het kwalificatietoernooi in Tomsk[5] en in de superfinale van het 57e kampioenschap van Rusland eindigde hij als vierde, achter Garri Kasparov, waartegen Motyljov een remise behaalde, Aleksandr Grisjtsjoek en Aleksej Drejev.[6]
- In 2005 werd hij gedeeld eerste in het Aeroflot Open, gehouden in Moskou. Via de tiebreak werd hij tweede, achter Emil Sutovsky.[7]
- In september 2005 speelde Motyljov mee in de semi-finale om het kampioenschap van Rusland dat in Kazan gespeeld werd en waar hij met 6.5 punt uit negen ronden op een gedeelde derde plaats eindigde.[8] Hiermee kwalificeerde hij zich opnieuw voor de Russische "Superfinale".
- Van 31 okt. t/m 11 nov. 2005 speelde Motyljov mee in het Wereldkampioenschap schaken voor landenteams, gehouden in Beër Sjeva. Het Russische team werd met 22 punten kampioen.
- Ook in 2005 werd hij tweede bij de 2e Sanjin Hotel Cup, achter Pentala Harikrishna, waartegen hij de onderlinge partij won.
- Zijn partij tegen Jevgeni Barejev bij de Russische "Superfinale" op 29 december 2005 won de prijs voor de beste partij van het toernooi.[9]
- In januari 2006 won hij de B-groep in het Corus-toernooi 2006 in Wijk aan Zee, maar moest die plaats wel delen met Magnus Carlsen.
- In februari 2008 werd hij opnieuw tweede op het Aeroflot Open, deze keer achter Jan Nepomnjasjtsjii.[10]
- In juni 2009 won hij het 10e Anatoli Karpov internationaal toernooi (categorie 18) in Poikovski, Rusland.
- In 2014 won hij in Jerevan met 9 pt. uit 11 het Europees kampioenschap schaken.[11] Zijn rating performance was 2872, de beste performance in de geschiedenis van het toernooi.[12]
- In april 2014 werd hij ongedeeld tweede, achter Pavel Eljanov, in het B-toernooi van het Vugar Gashimov Memorial in Şəmkir, Azerbeidzjan.[13]
- In juli 2014 nam hij deel aan het grootmeestertoernooi in Biel en eindigde met de score 3.5 pt. uit 10 (+1 =5 –4) op de laatste plaats.[14]
- In de hoogste afdeling van het Russische kampioenschap werd hij in 2015 gedeeld eerste (tweede na tiebreak) met 6.5 pt. uit 9, waarmee hij zich kwalificeerde voor de superfinale.[15] In de superfinale scoorde hij 4 pt. uit 11, waarmee hij gedeeld 11e-12e werd (met Ildar Khairullin) en laatste na tiebreak.[16]
- In 2017 won hij het Russische rapidschaak-kampioenschap in Sochi.[17]
- In 2021 werd hij in Katowice Europees kampioen snelschaken.
- In augustus 2022 werd hij in Barcelona, met 7.5 pt. uit 10, tweede op het 23e Sants Open.[18]

Hij had als secondant GM Jevgeni Najer en was zelf secondant van Pjotr Svidler, Vladimir Kramnik (bij het WK 2006 in Elista) en Sergej Karjakin.
In april 2005 stond hij 23e op de FIDE-Wereldranglijst. 
Spelend met zwart, geeft hij de voorkeur aan de Russische verdediging of de Siciliaanse verdediging. 

## Nationale teams
Met het Russische nationale team werd hij in oktober 2001 bij het WK landenteams tweede, spelend aan het tweede reservebord. In 2005 nam hij deel aan het EK landenteams.
Met het derde Russische team nam hij in 2010 deel aan de Schaakolympiade. Bij de Schaakolympiade 2018 in Batoemi had hij de leiding over het Russische team. 

## Schaakverenigingen
In Rusland speelde hij voor de verenigingen Gasovik Tjumen en Max Wen Jekaterinburg, in seizoen 2006 speelde hij voor Oeral Oblast Sverdlovsk. In 2006 werd hij met deze vereniging voor de eerste keer kampioen van Rusland. In 2007 speelde hij voor Oeral Jekaterinburg en met deze vereniging werd hij in 2008 opnieuw kampioen. Vandaar ging hij over naar Tomsk-400, waarmee hij in 2012 kampioen werd. Per 2013 ging hij spelen voor Malachit Oblast Sverdlovsk, waarmee hij in 2014 kampioen werd. In 2000 nam hij met de Roemeense vereniging AS RAT Boekarest deel aan de European Club Cup, en vervolgens elf keer met de Russische verenigingen. In 2008 won hij de European Club Cup met Oeral Oblast Sverdlovsk.
In de Nederlandse Meesterklasse speelde hij in seizoen 2006/07 voor de kampioen Share Dimension Groningen, in de Chinese competitie speelt hij sinds 2008 voor China Mobile Group Chongqing Company Ltd. In Roemenië speelt hij aan het eerste bord van Dynamo Boekarest, in Spanje speelde hij in 2007 en 2008 voor Caja Canarias, waarmee hij in 2008 kampioen werd. In de Duitse bondscompetitie speelde hij sinds seizoen 2006/07 voor Sportfreunde Katernberg aan het tweede en aan het eerste bord, en sinds seizoen 2009/10 voor  SV Mülheim-Nord.

## Persoonlijk leven
Zijn vader Anatoli is een FIDE Meester (FM). 
Samen met 43 andere Russische topschakers, tekende Motyljov een open brief aan de Russische president Vladimir Poetin, waarin werd geprotesteerd tegen de Russische invasie van Oekraïne in 2022 en waarin solidariteit met de Oekraïense bevolking werd geuit.

## Partij
In de vijfde ronde van het Aeroflot Open 2002 speelde Motyljov, met zwart, een spectaculaire partij tegen de Kirgizisch-Russische GM Ernesto Inarkiev.
Inarkiev - Motyljov
 
Moskou 2002
 
1.e4 c5 2.Pf3 d6 3.d4 cxd4 4.Pxd4 Pf6 5.Pc3 g6 6.Le3 Lg7 7.Le2 0–0 8.f4 Pc6 9.Pb3 Le6 (de Drakenvariant, ECO-code B72) 10.Lf3 a5 11.a4 Lc4 12.Dd2 Dc8 13.Pd4 Pg4 14.Pxc6 bxc6 15.Lg1 Tb8 16.b3 La6 17.Tb1 f5 18.exf5 Dxf5 19.h3 Ph6 20.Le3 e5 21.g4

(diagram)

(Na het voor de hand liggende antwoord 21. … Dd7 speelt wit 22.f5 met een onduidelijke stelling. Motyljov vindt echter een verrassend dame-offer.)

21. … exf4 22.gxf5 fxe3 23.Dxe3 Pxf5 24.De6+ Kh8 25.Pe2 (wit wil rocheren) Tbe8 26.Dxe8 Txe8 27.c4 Pd4 28.Kf2 Pxf3 29.Kxf3 d5 30.Tbc1 d4 31.Thd1 c5 32.Td3 Lh6 33.Te1 Lb7+ 34.Kg3 Kg8 35.h4 Te5 36.Kf2 Le3+ 37.Kg3 g5 38.hxg5 Txg5+ 39.Kh4 Te5 40.Kg3 h6 41.Pg1 Tg5+ 42.Kh2 Th5+ 43.Kg3 Tg5+ 44.Kh2 Lf2 45.Tf1 Tg2+ 46.Kh3 Lxg1 47.b4 cxb4 48.c5 Le3 49.Tf6 Tg1 50.c6 Lc8+ 51.Kh2 Tc1 52.Tdb3 Kg7 (0–1) Wit gaf op. 